# Довгань Людмила Михайлівна
Людми́ла Миха́йлівна До́вгань (нар. 2 червня 1951, Омськ, Російська Федерація) — співачка (лірико-драматичне сопрано) і педагог. Заслужена артистка Росії (1991). Народна артистка України (1999).

## Життєпис
1979 — закінчила Одеську консерваторію (клас О. М. Благовидової та Г. А. Поливанової).
1971—1979 — артистка хору, 1979—1985 — солістка Одеського театру опери та балету.
1985—1986 — провідна солістка Київського дитячого музичного театру.
1986—1988 — провідна солістка Читинської філармонії та Бурятського театру опери та балету (Улан-Уде).
1988—1991 — солістка Московської філармонії. Виконувала головні партії у виставах Московського музичного театру ім. Станіславського і Немировича-Данченка.
З 1991 року працює в Одесі — провідна солістка Одеської філармонії, з 1998 одночасно працює в Одеській музичній академії імені А. В. Нежданової: з 2005 — завідувачка кафедри оперної підготовки. Авторка посібника «Вивчення творів Т. Шевченка в контексті вокального мистецтва ХХІ століття».
Гастролювала в Данії, Італії, Іспанії, Німеччині, Угорщині, Болгарії.
1982 — знялась у музичному фільмі «Молоді голоси України» («Укртелефільм»).
Її репертуар складають арії, романси та пісні українських та зарубіжних композиторів, твори сучасних українських композиторів.

## Партії
- Аїда («Аїда» Дж. Верді)
- Любка («Семен Котко» С. Прокоф'єва)
- Наталія («В бурю» Т. Хрєнникова)
- Наталка («Наталка Полтавка» М. Лисенка)
- Недда («Паяци» Р. Леонкавалло)
- Оксана («Запорожець за Дунаєм» С. Гулака-Артемовського)
- Тетяна, Іоланта, Ліза («Євгеній Онєгін», «Іоланта», «Пікова дама» П. Чайковського)
- Тоска, Мімі («Тоска», «Богема» Дж. Пуччіні)

## Визнання
- 1978 — Лауреатка Республіканського конкурсу ім. М. Лисенка (ІІ премія, Одеса)
- 1979 — Дипломантка Всесоюзного конкурсу вокалістів ім. М. Глінки (Таллінн)
- 1982 — Дипломантка Міжнародного конкурсу вокалістів ім. Ф. Еркеля (Будапешт)
- 1991 — Заслужена артистка Росії
- 1999 — Народна артистка України
- 2001 — Орден княгині Ольги ІІІ ступеня
- 2007 — Орден княгині Ольги ІІ ступеня